# Rusłan Giełajew
Rusłan (Chamzat) Giełajew, ros. Руслан (Хамзат) Гелаев (ur. 16 kwietnia 1964, zm. 28 lutego 2004) – czeczeński żołnierz, dowódca polowy, partyzant i polityk w latach 1992–2004.
Giełajew był uważany za jednego z najwybitniejszych czeczeńskich dowódców wojskowych, walczył i dowodził w obydwu wojnach czeczeńskich, jak i w trakcie konfliktu abchasko-gruzińskiego (1992–1993). W przeciwieństwie do kilku innych prominentnych dowódców czeczeńskich, odżegnywał się od stosowania terroru wobec ludności cywilnej. W polityce wewnątrz-czeczeńskiej, pomimo piastowania ważnych stanowisk, starał się nie angażować w konflikt między radykalnymi islamistami (takimi jak Mowładi Udugow, Zelimchan Jandarbijew, Szamil Basajew), a bardziej umiarkowanymi politykami (Asłan Maschadow). Znany pod pseudonimem „Czarny Anioł”, od koloru uniformu, który zwykł nosić.

## Życiorys
Niewiele wiadomo o jego życiu przed 1992 rokiem. Urodził się w 1964 roku we wsi Komsomolskoje (dzisiejsza czeczeńska nazwa: Saadi-Kotar), w pobliżu miasta Urus-Martan w ówczesnej Czeczeńsko-Inguskiej Autonomicznej Republice Socjalistycznej, w rodzinie wielodzietnej. W latach 80. mieszkał przez jakiś czas w Obwodzie omskim na Syberii. Imał się różnych zajęć – miał pracować jako kombajnista, technik w rafinerii w Groznym, a także milicjant. Trzykrotnie żonaty, miał kilkoro dzieci. Syn Rustam (ur. 1988) zginął w Aleppo w Syrii w sierpniu 2012 roku, jako członek niewielkiego kontyngentu Czeczenów walczącego po stronie rebeliantów z reżimem prezydenta Assada.

### Po 1992 roku
W 1992 roku, m.in. wraz z Basajewem, wziął udział w konflikcie abchasko-gruzińskim po stronie separatystów abchaskich jako ochotnik z kilkusetosobowego kontyngentu tzw. Konfederacji Górskich Narodów Kaukazu. W trakcie walk dał się poznać jako znakomity żołnierz – pod koniec konfliktu cieszył się niekwestionowanym autorytetem. W późniejszych latach żałował swojego udziału w konflikcie abchaskim, stwierdzając, że wojna ta była operacją rosyjskiego wywiadu wojskowego – GRU. Jesienią 2001 roku wrócił do Abchazji jako sojusznik Gruzji, z prawdopodobnym celem zaatakowania stolicy Abchazji – Suchumi, jednak operacja się nie powiodła.
Po powrocie z frontu abchaskiego, Giełajew – w tym czasie zaufany człowiek prezydenta Dudajewa – wziął czynny udział w I wojnie czeczeńskiej. Na początku walk dowodził niewielkim oddziałem komandosów „Borz” (w języku czeczeńskim: „wilk”), składającym się z weteranów konfliktu abchaskiego. Na jego czele przeprowadził szereg udanych akcji przeciw wojskom rosyjskim. Wielokrotnie ranny musiał czasowo zrezygnować z czynnego udziału w walkach. Awansowany na dowódcę zachodniego frontu wsławił się w szczególności przeprowadzonym 6 marca 1996 rajdem na Grozny, kiedy to udało mu się zająć znaczną część okupowanego przez Rosjan miasta. Dowodzony przez niego oddział, po zadaniu znacznych strat wojskom federalnym, wycofał się ze stolicy po dwu dniach. W trakcie tego konfliktu, podczas bitwy o wieś Szatoj, na rozkaz Giełajewa czeczeńscy bojownicy, w odwecie za rosyjskie bombardowania ludności cywilnej, zamordowali dwóch rosyjskich jeńców wojennych.
Po zakończeniu I wojny czeczeńskiej Giełajew unikał jednoznacznego poparcia którejkolwiek z walczących o władzę grup. Utrzymywał dobre stosunki zarówno z radykalnymi islamistami, jak i umiarkowanymi politykami, budując przy tym własne struktury polityczne w rodzinnym rejonie urus-martańskim. W kwietniu 1997 roku Maschadow mianował go premierem, a rok później, w wyniku rządowym przetasowań, ministrem obrony i dowódcą quasi-policyjnej formacji pod nazwą Straż Szariacka.
W tym czasie Giełajew, podobnie jak wielu innych dowódców czeczeńskich, coraz bardziej skłaniał się ku islamowi. W 1997 roku odbył pielgrzymkę do Mekki, po której przybrał imię Chamzat. Pozyskał sponsorów w krajach arabskich, co przyczyniło się do zwiększenia roli, jaką w politycznym i wojskowym życiu Czeczenii pełnili wahhabici. Sprawa czeczeńska zyskała sympatyków w krajach islamskich.

### II wojna czeczeńska i walka partyzancka
Na początku II wojny czeczeńskiej, dowodził liczącym 1500 bojowników oddziałem broniącym Groznego, wraz z którym wycofał się z miasta bez walki w styczniu 2000 roku. Za decyzję o porzuceniu Groznego, Prezydent Maschadow zdegradował go do stopnia szeregowca i pozbawił wszelkich odznaczeń. Po wycofaniu się z Groznego i zdradzie czeczeńskiego watażki Arbiego Barajewa, Giełajew dotarł wraz z oddziałem do swojej rodzinnej wsi Komsomolskoje, gdzie po trwającym kilka tygodni rosyjskim oblężeniu stracił kilkuset ludzi (jedna z największych klęsk czeczeńskich podczas wojny). Wraz z zaledwie kilkudziesięcioma ludźmi – z 1500, których pierwotnie miał pod komendą – udało mu się w końcu wyrwać z oblężenia. W dalszych miesiącach kontynuował walkę przeciw Rosjanom, jego ludzie próbowali także dokonać zemsty na Arbim Barajewie na zdradę, której dopuścił się podczas wycofania z Groznego. Działał w dużym stopniu niezależnie od innych czeczeńskich dowódców – w celu werbunku bojowników, opierał się na własnych koneksjach wśród lokalnych przywódców oraz pieniądzach pochodzących z zewnętrznych źródeł w krajach muzułmańskich.
Istniały pogłoski, że owym okresie Rosjanie usiłowali wyzyskać konflikt na linii Giełajew – Maschadow i prowadzili z tym pierwszym tajne negocjacje. Giełajew ostro zaprzeczał tym enuncjacjom, Rosjanie nie zajęli w tej sprawie jasnego stanowiska. Tymczasem Giełajew znalazł schronienie w zamieszkałym przez Kistów – czeczeńską grupę etniczną – Wąwozie Pankisi w Gruzji. Tam, przy cichym wsparciu rządu gruzińskiego, odbudowywał siły. Prezydent Gruzji Edward Szewardnadze odrzucał żądania Moskwy dotyczące aresztowania i wydania Giełajewa, stwierdzając przy tym, że Giełajew jest „wykształconą osobą” i w żadnym wypadku terrorystą.
Jesienią 2001 roku, oddział Giejałewa został przerzucony przez Gruzinów do Wąwozu Kodori we wschodniej Abchazji, gdzie atakował stanowiska abchaskich separatystów. Prawdopodobnym celem Giełajewa mogłoby być Suchumi albo, jak spekulowano, nawet lotnisko w Soczi. Jednak już na samym początku planowanego rajdu, oddział Giełajewa doznał znacznych strat (w walkach zginęło też pięciu obserwatorów misji ONZ), w związku z czym, zdecydował się on przerwać misję.
W 2002 roku wracał na północną stronę Kaukazu na czele dużego oddziału, który zrekrutował korzystając m.in. z pieniędzy benefaktorów w krajach muzułmańskich. We wrześniu 2002 roku jego oddziały zajęły kilka miejscowości w Inguszetii, jednak po rosyjskim kontrataku zmuszone były wycofać się. W walkach tych zginął brytyjski dziennikarz kręcący dokument o czeczeńskich separatystach – Roddy Scott. Sam Giełajew został – nie po raz pierwszy w karierze – ranny w stopniu czasowo uniemożliwiającym kontynuację walki. Po tej bitwie, Giełajew proponował innym czeczeńskim przywódcom zmianę taktyki – z małych dywersyjnych operacji oraz zamachów samobójczych – na prowadzone w dużej skali ataki na rosyjskie bazy i instalacje wojskowe. Propozycja spotykała się z dezaprobatą Basajewa oraz Doku Umarowa – Basajew wykorzystywał nawet swoje koneksje, aby odciąć Giełajewa od źródeł finansowania.

### Śmierć
Giełajew zginął w walce w dniu 28 lutego 2004 roku, na pograniczu dagestańsko-gruzińskim, przy próbie wycofania się do Gruzji po nieudanej akcji w Dagestanie. Okoliczności śmierci nie są jasne. Wedle wersji rosyjskiej, Giełajew odłączył się od swego oddziału, chcąc samotnie wyrwać się z rosyjskiego okrążenia. Zginąć miał dość przypadkowo – podczas próby zatrzymania przez napotkany dwuosobowy patrol wojsk ochrony pogranicza – zabijając obydwu pograniczników, którzy usiłowali go wylegitymować, sam otrzymał postrzał w rękę i umarł z powodu upływu krwi. W wersji podanej przez witrynę czeczeńskich separatystów KavkazCenter, Giełajew zginął podczas regularnej bitwy z oddziałami rosyjskimi. Powodem śmierci miał być postrzał z ciężkiego karabinu maszynowego umiejscowionego na helikopterze – który oderwał mu ramię. Zgodnie ze swoją praktyką szykanowania rodzin poległych separatystów, Rosjanie nie wydali ciała Giełajewa rodzinie – miejsce jego pochówku jest nieznane.

## Ocena
Giełajew był niewątpliwie jednym z najzdolniejszych wojskowych przywódców czeczeńskich. Otoczony był swoistą legendą – czeczeński bard Timur Mucurajew poświęcił mu pieśń pt. „Komandosi Giełajewa” (ros. „Гелаевский спецназ”), która stała się niezwykle popularna. W przeciwieństwie do innych przywódców czeczeńskich, nie angażował się – wbrew twierdzeniom rosyjskiej propagandy – w działalność terrorystyczną. W trakcie krótkiej czeczeńskiej niepodległości, w latach 1996–1999, nie był kojarzony z bieżącą walką polityczną, co dodatkowo korzystnie wpływało na jego wizerunek. Po klęsce separatystów w II Wojnie Czeczeńskiej, mimo błędów w dowodzeniu, których się wówczas dopuścił, Czeczeni zaczęli widzieć w nim quasi-mistyczną postać, skromnego i uczciwego mudżahedina, pozytywnie odróżniającego się od innych postaci życia polityczno-wojskowego Czeczenii.
Wedle popularnego wśród Czeczenów poglądu, Giełajew był uosobieniem abreka, występującej w czeczeńskim folklorze postaci szlachetnego banity, który samotnie przeciwstawia się obcej okupacji.
Rosjanie natomiast przedstawiali go jako terrorystę, który mordował jeńców wojennych – miał np. osobiście poderżnąć gardła dwudziestu czterem gruzińskim jeńcom w trakcie konfliktu abchasko-gruzińskiego, podobnie, miał mieć na koncie wyroki kryminalne jeszcze z czasów radzieckich – w zależności od źródła, za gwałt i rozbój lub za włamania, a także być zaangażowanym w handel ludźmi i narkotykami na międzynarodową skalę. Nie wiadomo na ile (i czy w ogóle) informacje te miały pokrycie w rzeczywistości.